# Carl Mörner (1792–1870)
Carl Mörner af Morlanda, född 18 december 1792 i Hösterum, död 2 maj 1870 i Växjö, var en svensk greve och landshövding.

## Biografi
Carl Mörner var son till landshövdingen greve Carl Stellan Mörner och friherrinnan Eva Leijonhufvud. Efter Växjö skola, blev han 1809 student vid Lunds universitet och kammarjunkare, för att året därefter bli auskultant vid Svea hovrätt. 1816 fick han häradshövdings namn, heder och värdighet. Han var från 1820 lagman på Gotland, och från 1823 kammarherre hos drottningen. Från 1826 var han sin faders hjälpande hand som vice landshövding i Kronobergs län, en post han innehade till faderns avsked 1827, då han efterträdde denne.
Mörner var gift med friherrinnan Constantia Charlotta Ottiliana Wrede född i släkten Wrede af Elimä.